# Lebo Mothiba
Lebogang ("Lebo") Mothiba (Johannesburg, 28 januari 1996) is een Zuid-Afrikaans voetballer die doorgaans speelt als spits. In maart 2025 tekende hij voor Mamelodi Sundowns. Mothiba maakte in 2018 zijn debuut in het Zuid-Afrikaans voetbalelftal.

## Clubcarrière
Mothiba speelde in de jeugd van Mamelodi Sundowns en kwam via Kempton Park en het Senegalese Diambars in de opleiding van Lille terecht. Bij de Franse club tekende hij in juli 2016 een driejarig contract. Mothiba maakte zijn professionele debuut op 7 januari 2017, toen in de Coupe de France met 4–1 gewonnen werd van AS Excelsior. Namens Lille scoorden Ibrahim Amadou, Adama Soumaoro, Rony Lopes en Martin Terrier, de tegentreffer kwam van Benjamin Pythié. Mothiba begon op de reservebank en coach Patrick Collot liet hem in de blessuretijd invallen voor Lopes. Later die maand huurde Valenciennes de Zuid-Afrikaan voor twaalf maanden. Hier wist hij tienmaal een doelpunt te maken in negenentwintig competitieoptredens. Na zijn terugkeer speelde Mothiba nog zeventien duels voor Lille. In de zomer van 2018 maakte de aanvaller voor circa vier miljoen euro de overstap naar Strasbourg, waar hij zijn handtekening zette onder een verbintenis voor de duur van vijf seizoenen. Aan het begin van het seizoen 2020/21 liep Mothiba een blessure op aan zijn knie, waardoor hij langer dan een seizoen langs de kant moest toekijken. Na zijn terugkeer werd Mothiba in januari 2022 voor een half seizoen verhuurd aan Troyes.
Mothiba verliet Strasbourg in de zomer van 2024 en daarop zat hij ruim een halfjaar zonder club. In maart 2025 keerde hij terug naar Mamelodi Sundowns, waar hij als jeugdspeler onder contract had gestaan. Hij tekende tot het einde van het seizoen.

## Clubstatistieken
| Seizoen | Club              | Competitie | Competitie | Competitie | Beker | Beker | Internationaal | Internationaal | Totaal | Totaal |
| Seizoen | Club              | Competitie | Wed.       | Dlp.       | Wed.  | Dlp.  | Wed.           | Dlp.           | Wed.   | Dlp.   |
| ------- | ----------------- | ---------- | ---------- | ---------- | ----- | ----- | -------------- | -------------- | ------ | ------ |
| 2016/17 | Lille             | Ligue 1    | 0          | 0          | 1     | 0     | 0              | 0              | 1      | 0      |
| 2016/17 | → Valenciennes    | Ligue 2    | 9          | 2          | 0     | 0     | —              | —              | 9      | 2      |
| 2017/18 | → Valenciennes    | Ligue 2    | 20         | 8          | 4     | 1     | —              | —              | 24     | 9      |
| 2017/18 | Lille             | Ligue 1    | 14         | 5          | 0     | 0     | —              | —              | 14     | 5      |
| 2018/19 | Lille             | Ligue 1    | 3          | 1          | 0     | 0     | —              | —              | 3      | 1      |
| 2018/19 | Strasbourg        | Ligue 1    | 32         | 9          | 4     | 2     | —              | —              | 36     | 11     |
| 2019/20 | Strasbourg        | Ligue 1    | 21         | 3          | 0     | 0     | 2              | 0              | 23     | 3      |
| 2020/21 | Strasbourg        | Ligue 1    | 0          | 0          | 0     | 0     | —              | —              | 0      | 0      |
| 2021/22 | Strasbourg        | Ligue 1    | 1          | 0          | 1     | 0     | —              | —              | 2      | 0      |
| 2021/22 | → Troyes          | Ligue 1    | 13         | 2          | 0     | 0     | —              | —              | 13     | 2      |
| 2022/23 | Strasbourg        | Ligue 1    | 19         | 3          | 1     | 0     | —              | —              | 20     | 3      |
| 2023/24 | Strasbourg        | Ligue 1    | 15         | 3          | 0     | 0     | —              | —              | 15     | 3      |
| 2024/25 | Mamelodi Sundowns | PSL        | 0          | 0          | 0     | 0     | —              | —              | 0      | 0      |
| Totaal  | Totaal            | Totaal     | 147        | 36         | 11    | 3     | 2              | 0              | 160    | 39     |

Bijgewerkt op 12 maart 2025.

## Interlandcarrière
Mothiba maakte op 21 maart 2018 zijn debuut in het Zuid-Afrikaans voetbalelftal toen in een vriendschappelijke wedstrijd met 1–1 gelijkgespeeld werd tegen Angola. Djalma Campos opende namens de bezoekers de score, maar Mothiba, die van bondscoach Stuart Baxter in de basis mocht starten en het gehele duel meespeelde, tekende zes minuten na rust voor de gelijkmaker. De andere debutanten dit duel waren Reeve Frosler (Bidvest Wits) en Siphesihle Ndlovu (Maritzburg United).
| Interlands van Lebo Mothiba voor Zuid-Afrika | Interlands van Lebo Mothiba voor Zuid-Afrika | Interlands van Lebo Mothiba voor Zuid-Afrika | Interlands van Lebo Mothiba voor Zuid-Afrika | Interlands van Lebo Mothiba voor Zuid-Afrika | Interlands van Lebo Mothiba voor Zuid-Afrika |
| №                                            | Datum                                        | Wedstrijd                                    | Uitslag                                      | Competitie                                   | Goals                                        |
| Als speler bij Lille                         | Als speler bij Lille                         | Als speler bij Lille                         | Als speler bij Lille                         | Als speler bij Lille                         | Als speler bij Lille                         |
| -------------------------------------------- | -------------------------------------------- | -------------------------------------------- | -------------------------------------------- | -------------------------------------------- | -------------------------------------------- |
| 1                                            | 21 maart 2018                                | Zuid-Afrika – Angola                         | 1 – 1                                        | Vriendschappelijk                            | 51'                                          |
| 2                                            | 24 maart 2018                                | Zambia – Zuid-Afrika                         | 0 – 2                                        | Vriendschappelijk                            | 90+2'                                        |
| Als speler bij Strasbourg                    |                                              |                                              |                                              |                                              |                                              |
| 3                                            | 13 oktober 2018                              | Zuid-Afrika – Seychellen                     | 6 – 0                                        | AK 2019 kwalificatie                         | 26'                                          |
| 4                                            | 16 oktober 2018                              | Seychellen – Zuid-Afrika                     | 0 – 0                                        | AK 2019 kwalificatie                         |                                              |
| 5                                            | 17 november 2018                             | Zuid-Afrika – Nigeria                        | 1 – 1                                        | AK 2019 kwalificatie                         | 26'                                          |
| 6                                            | 20 november 2018                             | Zuid-Afrika – Paraguay                       | 1 – 1                                        | Vriendschappelijk                            |                                              |
| 7                                            | 24 maart 2019                                | Libië – Zuid-Afrika                          | 1 – 2                                        | AK 2019 kwalificatie                         |                                              |
| 8                                            | 15 juni 2019                                 | Ghana – Zuid-Afrika                          | 0 – 0                                        | Vriendschappelijk                            |                                              |
| 9                                            | 24 juni 2019                                 | Ivoorkust – Zuid-Afrika                      | 1 – 0                                        | AK 2019                                      |                                              |
| 10                                           | 28 juni 2019                                 | Zuid-Afrika – Namibië                        | 1 – 0                                        | AK 2019                                      |                                              |
| 11                                           | 1 juli 2019                                  | Zuid-Afrika – Marokko                        | 0 – 1                                        | AK 2019                                      |                                              |
| 12                                           | 6 juli 2019                                  | Egypte – Zuid-Afrika                         | 0 – 1                                        | AK 2019                                      |                                              |
| 13                                           | 10 juli 2019                                 | Nigeria – Zuid-Afrika                        | 2 – 1                                        | AK 2019                                      |                                              |
| 14                                           | 14 november 2019                             | Ghana – Zuid-Afrika                          | 2 – 0                                        | AK 2021 kwalificatie                         |                                              |
| 15                                           | 17 november 2019                             | Zuid-Afrika – Soedan                         | 1 – 0                                        | AK 2021 kwalificatie                         |                                              |
| 16                                           | 9 september 2023                             | Zuid-Afrika – Namibië                        | 0 – 0                                        | Vriendschappelijk                            |                                              |
| 17                                           | 12 september 2023                            | Zuid-Afrika – Congo-Kinshasa                 | 1 – 0                                        | Vriendschappelijk                            |                                              |
| 18                                           | 17 oktober 2023                              | Ivoorkust – Zuid-Afrika                      | 1 – 1                                        | Vriendschappelijk                            |                                              |

Bijgewerkt op 12 maart 2025.

## Erelijst
| Coupe de la Ligue | 1 | 2018/19 |